# Mydaeinae
Sous-famille
Les Mydaeinae forment une sous-famille d'insectes diptères du sous-ordre des Brachycera (les Brachycera sont des mouches muscoïdes aux antennes courtes) et de la famille des Muscidae.

## Liste des genres
Selon ITIS (20 aout 2016) :
- Graphomya
- Hebecnema
- Mydaea
- Myospila
- Opsolasia

Selon Fauna Europaea (20 aout 2016) :
- Brontaea
- Graphomya
- Hebecnema
- Mydaea
- Myospila
- Opsolasia